# Qatar Energy
Qatar Energy, anciennement Qatar Petroleum (QP) est la compagnie pétrolière nationale du Qatar. La compagnie produit à la fois du pétrole et du gaz, de l'exploration à la  production ; le raffinage, le transport, et le stockage. Son dirigeant actuel Abdullah Bin Hamad Al-Attiyah, est aussi le ministre qatari de l'Énergie. Les activités de la QP sont directement liées avec les agences gouvernementales et les autorités de régulation. Les revenus pétroliers et gaziers représentent 60 % du produit intérieur brut national. La société est le troisième groupe pétrolier mondial en termes de réserves cumulées de pétrole et de gaz.

## Historique
Après la Première Guerre mondiale et la chute de l'Empire ottoman, le Qatar tomba dans la sphère d'influence britannique et la première concession onshore au Qatar fut attribuée en 1935 à l'Anglo-Persian Oil Company (APOC), précurseur de la British Petroleum. L'APOC créa une filiale, Petroleum Development (Qatar) Ltd. (PDL), afin d'exploiter cette concession. PDL fut ultérieurement renommée Qatar Petroleum Company (QPC). Le premier puits, Dukhan 1, fut foré en 1939, mais la Seconde Guerre mondiale freina son développement jusqu'en 1947 avant les premières exportations de pétrole en 1949. Les premières concessions offshore furent attribuées en 1949 à deux compagnies américaines, la Superior Oil Company et la Central Mining & Investment Co. En 1952, la Shell Company-Qatar (SCQ) acheta les droits d'exploration sur la majorité de l'offshore qatari. En 1960, les champs de Idd Al-Shargi et Maydan Mahzam ont été découverts. Le plus grand champ offshore, Bul Hanine, 
a été découvert en 1970 et son début d'exploitation date de 1972. Qatar Petroleum a été créée en 1974 en conséquence de la nationalisation de l'industrie pétrolière. En 1973, l'État qatari prit une part de 25 % dans les concessions onshore de QPC et dans les concessions offshore de SCQ, et accrut sa part dans les deux sociétés à 60 %. En 1976, la QP prit le contrôle total des concessions onshore de QPC et l'année suivante des concessions offshore de SCQ.
En décembre 2016, la société annonce la fusion entre Qatargas et RasGas qui devient Qatargas.
En avril 2017, la compagnie qatari informe qu'elle va lancer un plan pour le développement et l'augmentation de la production de gaz. Ce dernier est créé pour le nouveau projet situé dans la partie sud du champ North Field. La direction prévoit une augmentation de la production de 10 % ce qui correspondant à près de 400 000 barils par jour.
En juin 2017, la direction de Qatar Petroleum annonce avoir signé un contrat avec la compagnie japonaise Chiyoda Corporation  pour effectuer une étude dans le but d'augmenter la capacité des trains de liquéfaction du terminal de Ras Laffan. 
La crise diplomatique de juin 2017 entre le Qatar et ses voisins ne touche que très peu les activités de Qatar Petroleum. La direction annonce d'ailleurs que cette crise n'a que très peu d'impact pour elle. Elle annonce dans la foulée qu'elle vient de signer un accord avec Shell afin de développer l'approvisionnement en gaz naturel leger (GNL) et carburant des navires dans des sites d'expédition stratégiques à travers le monde. 
Qatar Petroleum , premier exportateur mondial de gaz naturel liquéfié (GNL), a annoncé mardi 4 juillet 2017 son intention d'augmenter sa production de gaz de 30 %, alors que ce pays est sous pression économique de ses voisins.
Le petit émirat a l'intention de produire 100 millions de tonnes de gaz naturel par an à l'horizon de 2024, a déclaré Saad al-Kaabi, le patron du géant public Qatar Petroleum (QP), lors d'une conférence de presse à Doha. "Ce nouveau projet va renforcer la position du Qatar", a déclaré M. Kaabi, ajoutant que son pays "restera pour longtemps leader mondial du secteur GNL". Le pays est déjà le premier mondial de GNL. Sa production de gaz atteint actuellement 77 millions de tonnes par an et l'augmentation envisagée sera équivalente à 6 millions de barils de pétrole par jour, a précisé M. Kaabi.
En juillet 2017, Qatar Petroleum annonce qu'elle va reprendre, avec la compagnie francaise Total, l’exploitation du champ pétrolier offshore d’Al-Shaheen situé au large du nord du Qatar. La durée de l'exploitation est prévue pour une durée de 25 ans, cela à partir du 14 juillet 2017. Pour rappel : la production du champ est estimée à 300 000 barils de pétrole par jour. Ce sera North Oil Company qui en sera l'opérateur et développeur. Cette dernière a été créée en 2016 par Qatar Petroleum qui détient 70 % des parts et le français Total qui en a 30 %. Une société montée dans le but pour développer et exploiter le champ pétrolifère d'Al-Shaheen.
À la suite de l'intégration de RasGas annoncée en décembre 2016, c'est en début d'année 2018 que la direction de la compagnie qatari annonce le démarrage officiel des opérations du nouveau "Qatargas" .
En mai 2018, la direction de la compagnie annonce avoir signé un contrat avec le gouvernement vietnamien pour la vente de deux millions de tonnes par an de GPL et de naphta sur une durée de 15 ans.
En juin 2019, elle signe un partenariat avec la société pétrochimique Chevron Phillips Chemical Company LLC dont le but est la construction d'un nouveau complexe de produits pétrochimiques à Ras Laffan.
En décembre 2019, la direction annonce l'acquisition de SEEF Limited (SEEF) .

## Une production pétrolière adulte
Le Qatar était le plus petit producteur membre de l'OPEP jusqu'à l'adhésion de l'Équateur, bien que sa production soit encore non négligeable avec 1,1 million de barils par jour (dont 815 000 barils par jour de pétrole léger). Les réserves pétrolières du Qatar, estimées en janvier 2011, sont de l'ordre de 25,2 gigabarils. 
La production est arrivée à maturité dans les années 1980 et s'est depuis stabilisé avec l'ouverture de quelques nouveaux puits exploités par les majors occidentales. Pour anticiper un déclin annoncé, le Qatar a lancé un programme de modernisation de ses infrastructures, incluant la mise en place de dispositifs de récupération assistée du pétrole (RAP), notamment sur le champ de Dukhan.

## Une activité gaz naturel toujours en croissance
C'est la production de gisements mixtes ou uniquement gaziers qui a permis l'industrialisation croissante (notamment dans la pétrochimie) et le développement du Qatar (avec des usines de dessalement de l'eau et production électrique).
Le super-gisement de North Dome a été découvert en 1971. Le caractère exceptionnel du gisement a été révélé après-coup, lorsque des forages plus importants révélèrent des réserves en gaz de l'ordre du trilliard de m3, et qui permettent au Qatar de disposer des troisièmes réserves en gaz du monde après la Russie et l'Iran. La production de gaz naturel a augmenté de façon importante dans la dernière décennie, notamment avec le développement de la filière LNG à partir de 1997 : en 2005, Qatar a produit trois fois plus qu'en 1995. En 2006, le Qatar est devenu le plus grand exportateur mondial de LNG devant l'Indonésie. Cette position s'est consolidée en mars 2007, avec l'achèvement du cinquième train de liquéfaction de RasGas, portant les capacités annuelles de liquéfaction à plus de 40 milliards de mètres cubes.
Les objectifs de production de QP pour 2012 s'élèvent à 8,7 Tcf, soit un niveau six fois supérieur à celui de 2005.
Le 26 mars 2016, Qatar Petroleum informe de la livraison du 500e méthanier de transport de gaz naturel liquéfié au terminal South Hook de Milford Haven , le plus grand terminal méthanier d'Europe, situé à Milford Haven en Grande-Bretagne.

### Raffineries et infrastructures de transport
QP est l'exploitant du réseau national qatari d'oléoducs, qui relie les puits de productions à la raffinerie d'Umm Said  (construite en 1953) et aux terminaux d'exportation sur Halul Island et Ras Laffan.
Le raffinage est effectué par la National Oil Distribution Company (NODCO), filiale de QP créée en 1968. 

## Projet Dolphin
Qatar Petroleum est membre du projet Dolphin Gas, qui vise à connecter les réseaux de gazoducs d'Oman, des Émirats arabes unis et du Qatar avec le premier pipeline de gaz naturel transfrontalier de la région du golfe Persique. Le projet est développé par Dolphin Energy, un consortium appartenant à Mubadala Development, au nom du gouvernement d'Abu Dhabi (actionnaire à 51 %), Total (24,5 %), et Occidental Petroleum (24,5 %). 
En 2006, le projet Dolphin fait des progrès significatifs. La construction a été achevée sur des composants en amont et en aval de l'ensemble du projet en fin d'année, sauf l'usine de traitement de gaz située à Ras Laffan. Un porte-parole de la société annonce, en mars 2007, qu'il a testé la réception et des installations de distribution aux Émirats arabes unis, et devrait commencer ses opérations en juin 2007. Le pipeline Dolphin Energy long de 420 km transporte actuellement 400 millions de pieds cubes d'approvisionnement en gaz naturel du champ nord aux marchés des Émirats arabes unis et Oman.

## Projet GTL
Le Qatar a lancé le projet d'usine GTL Oryx (transformation de gaz en liquide) en collaboration avec Sasol-Chevron GTL. Le projet intégré Pearl GTL est aussi détenu majoritairement par la QP (à 51 %) avec le futur exploitant Shell (à 49 %).

## Filiales
- Qatar Petrochemical Company (QAPCO), fondée en 1974 comme coentreprise entre QP (84 %) et Chimie de France, et maintenant partagée entre Industries Qatar (80 %) et Total Petrochimie (20 %).
- Qatar Fertiliser Company (QAFCO) fondée en 1969 comme coentreprise entre le gouvernement qatari, et Norsk Hydro pour produire de l'ammoniaque et de l'urée.
- Qatar Vinyl Company (QVCb) (25,5 % ; actionnariat incluant QAPCO, Hydro, Arkema)
- Qatargas (actionnariat incluant ExxonMobil, Total, Mitsui, Marubeni)
- RasGas Companies (70 % ; 30 % pour ExxonMobil)
- Qatar Chemical Company (51 % ; 49 % pour Chevron)